# Big Girl (You Are Beautiful)
Big Girl (You Are Beautiful) è il quinto singolo per Regno Unito e Libano estratto dall'album Life in Cartoon Motion di Mika del 2007.
Il tema della canzone sono le cosiddette "ragazze grasse" che Mika sostiene in modo altamente spiritoso in tutto il testo della canzone.
Successivamente Big Girl (You Are Beautiful) è stata pubblicata anche in Germania e molti altri paesi europei oltre che al Regno Unito dove è entrata nella top 10 dei singolo più venduti.
Mika ha registrato di nuovo il brano, che verrà usato come promo per la seconda stagione della serie televisiva Ugly Betty, cambiando le parole in "Hey Betty, You Are Beautiful".
Il cantante sostiene di aver scritto la canzone in quindici minuti durante una notte insonne, quando, facendo zapping, vide un documentario su un locale (il "Butterfly Lounge" citato anche nel ritornello del brano) dove l'ingresso era permesso solo a persone sovrappeso e obese

## Video
Nel video della canzone, girato il 19 maggio 2007, il cantante si scatena e balla con molte ragazze dalle forme abbondanti rispettando il testo della canzone del quale sono le protagoniste.

## Tracce
UK CD single
- 01. Big Girl (You Are Beautiful) (Album Version) - 4:08
- 02. Instant Martyr
- 03. Sweet Dreams (Are made Of This) (Live from Hong Kong)
- 04. Big Girl (You Are Beautiful) (Tom Middleton Remix) - 5:52

7" Vinyl single
- A1. Big Girl (You Are Beautiful) (Album Version) - 4:08
- B1. Standing In The Way Of Control (Live from Radio 1's One Big Weekend)

12" Vinyl single
- A1. Big Girl (You Are Beautiful) (Tom Middleton Remix) - 5:52
- A2. Big Girl (You Are Beautiful) (Bonde Do Role Remix) - 3:48
- B1. Big Girl (You Are Beautiful) (Lo-Fi-Fnk Remix) - 6:12
- B2. Big Girl (You Are Beautiful) (Hick Nurdman Remix) - 5:44

## Classifiche
| Classifica (2008) | posizione più alta |
| ----------------- | ------------------ |
| Australia         | 23                 |
| Austria           | 8                  |
| Belgio (Fiandre)  | 5                  |
| Belgio (Vallonia) | 10                 |
| Croazia           | 7                  |
| Finlandia         | 5                  |
| Germania          | 19                 |
| Italia            | 47                 |
| Norvegia          | 18                 |
| Paesi Bassi       | 6                  |
| Regno Unito       | 9                  |
| Svezia            | 26                 |
| Svizzera          | 29                 |